# Anatole Louis Adrien Blondin
Pour les articles homonymes, voir Blondin.
Anatole Louis Adrien Blondin était un général de division français.

## Biographie
Il est né le 11 décembre 1862 à Volkrange en Moselle.
Il termine École spéciale militaire de Saint-Cyr en 1882 dans la 65e promotion.
En 1882, il devient sous-officier dans la légion étrangère. En 1885, il est promu lieutenant au 111e régiment d'infanterie. En 1890, il devient capitaine dans le 103e régiment d'infanterie.  
À la mobilisation de 1914, il est colonel, commandant du 91e régiment d'infanterie (France).
Il est général de brigade en 1916, il commande la 65e division d'infanterie (France) du  14 mai 1916 au 15 juillet 1918.
Il décède en 1935

## Décorations
- Grand officier de la Légion d'honneur (28 décembre 1924)[5]
- Croix de guerre 1914–1918
- Médaille commémorative de l'expédition du Tonkin
- Chevalier de l'Ordre du Dragon d'Annam